# جيمس كيلي (سياسي أمريكي)
جيمس كيلي (بالإنجليزية: James Kelly)‏ هو محامي وسياسي أمريكي، ولد في 17 يوليو 1760 بمقاطعة يورك في الولايات المتحدة، وتوفي في 4 فبراير 1819 بيورك في الولايات المتحدة. حزبياً، نشط في الحزب الفيدرالي الأمريكي. وقد انتخب عضو مجلس النواب الأمريكي.